# 日本翻訳出版文化賞
日本翻訳出版文化賞（にほんほんやくしゅっぱんぶんかしょう）は、日本翻訳家協会（JST）が主催する賞。
日本翻訳文化賞と同時期に発足したもので、出版者が授与対象となっている。「世界翻訳の日」にあたる9月30日（聖ヒエロニムスの日）に授与式が行われる。

## 歴代受賞

### 第1回 - 第10回
- 第1回 1965年度
  - 青柳瑞穂、小野山節訳 アンドレ・パロ『シュメール』新潮社
- 第2回 1966年度
  - 訳・三枝充悳『カント全集15 自然地理学』理想社
  - 海老池俊治訳 サミュエル・リチャードソン『世界文学大系 パミラ』筑摩書房
  - 田中秀央、前田敬作訳 オウィディウス『転身物語』人文書院
  - 村川堅太郎監訳 C・W・バウラ『ライフ人間世界史 古代ギリシア』タイム・ライフ・インターナショナル社
  - 朱牟田夏雄訳 ローレンス・スターン『トリストラム・シャンディ』筑摩書房
- 第3回 1967年度
  - 訳・小田島雄志、三神勲、北川悌二、和田勇一、平井正穂、菅泰男、小野協一、阿部知二、小津次郎、西川正身、工藤昭雄、御輿員三、福原麟太郎、岡本靖正、中野好夫、大山俊一、喜志哲雄、大場建治、中野里皓史、富原芳彰、木下順二、斎藤勇、倉橋健、八木毅、本堂正夫、高松雄一、西脇順三郎『シェイクスピア全集』全8巻 筑摩書房
  - 久保正彰訳『トゥーキュディーデス戦史』全3巻 岩波書店
  - 内山敏訳 K・S・カロル『毛沢東の中国』読売新聞社
- 第4回 1968年度
  - 『世界大航海時代叢書』全12巻 岩波書店
- 第5回 1969年度
  - 和田勇一、福田昇八訳 エドマンド・スペンサー『妖精の女王』文理書院
- 第6回 1970年度
  - 『ノーベル賞文学全集』全25巻 主婦の友社
  - 『フォークナー全集』全24巻 冨山房
- 第7回 1971年度
  - 『世界こども百科』全16巻 TBSブリタニカ
  - 高階秀爾、佐々木英也訳 ケネス・クラーク『ザ・ヌード』美術出版社
- 第8回 1972年度
  - 『週刊世界動物百科』全192巻 朝日新聞社
  - アーノルド・J・トインビー『完訳 歴史の研究』全25巻 経済往来社
  - 『明暗』その他英訳図書と多年にわたる日本文学等の英訳出版功績 チャールズ・イー・タトル・カンパニィ
- 第9回 1973年度
  - 訳・石黒英男・野村修責任編集『ベルトルト・ブレヒトの仕事』全6巻 河出書房新社
  - 薩摩忠訳 アーネスト・ラボフ『少年少女世界の美術館』全12巻 主婦と生活社
  - 『レーザーと光』全5巻 と多年にわたる科学図書の翻訳出版 共立出版社
  - 恩地三保子訳 ローラ・インガルス・ワイルダー『インガルス一家の物語』全5巻 福音館書店
- 第10回 1974年度
  - 福田陸太郎訳『バーナード・リーチ詩画集』五月書房
  - 日本聖書学研究所訳『聖書の世界』本巻6冊 別巻4冊 講談社
  - 『ラルース世界ワンダー百科』全12巻 TBS出版会
  - 稲村松雄他訳『ランダムハウス英和大辞典』全4巻 小学館
  - 川村二郎他訳『ホーフマンスタール選集』全4巻 河出書房新社

### 第11回 - 第20回
- 第11回 1975年度
  - 関楠生他訳『世界児童名作集』全8巻 朝日出版社
  - 石田アヤ監訳『女性生活百科』全18巻 インターナショナル・タイムズ社
  - 『ブリタニカ国際大百科事典』全28巻 TBSブリタニカ社
- 第12回 1976年度
  - 石川敬三訳 ゴットフリート・フォン・シュトラースブルク『トリスタンとイゾルデ』郁文堂
  - 紀田順一郎・荒俣宏編集委員『世界幻想文学大系』第1期15巻 国書刊行会
  - 編・平塚益徳他『チャイルドクラフト』全15巻 フィールド・エンタープライジズ・インターナショナル
  - 編・斎藤眞・亀井俊介・本間長世『アメリカ古典文庫』全23巻 研究社
  - 中森義宗訳 フレデリック・アンタル『ホーガス ヨーロッパ美術に占める位置』英潮社
  - 久松潜一  Biographical Dictionary of Japan 講談社インターナショナル
- 第13回 1977年度
  - エンツォ・オルランディ『世界の文豪叢書』全25巻 評論社
  - 小澤俊夫訳 オイゲン・ディーデリクス『世界の民話』全12巻 ぎょうせい
  - 浅川要他訳『針灸学』刊々堂出版社
  - ジョン・ベスター訳 城山三郎『落日燃ゆ』War Criminal／講談社インターナショナル
- 第14回 1978年度
  - ジーン・オダー・モイ訳 井上靖『敦煌』講談社インターナショナル
  - 松田毅一、川崎桃太訳『ルイス・フロイス 日本史』中央公論社
  - 植田兼義訳『ニャールのサガ』朝日出版社
  - 山本信、黒崎宏、野家啓一、大森荘蔵ら訳『ウィトゲンシュタイン全集』全10巻 大修館書店
  - 鈴木主税訳 W. マンチェスター『栄光と夢』草思社
- 第15回 1979年度
  - 訳・福田恆存、安西徹雄、吉田健一、別宮貞徳、生地竹郎、上杉明、高橋康也、成田久美子『G・K・チェスタトン著作集』全10巻 春秋社
  - 監・新庄嘉章『コレット著作集』全12巻 二見書房
  - 訳・中沢信三他 張仲景『傷寒論』中国漢方
  - 訳・蕗沢忠枝 E・W・ヒルディック『こちらマガーク探偵団』全8巻 あかね書房
  - 訳・森幹男 ブラヤー・アヌマーン・ラーチャトン『タイ民衆生活誌』井村文化事業社
- 第16回 1980年度
  - 谷口幸男訳（F. ヨンソン他編）『アイスランドサガ』新潮社
  - 田代文雄・鹿島正裕訳（パムレーニ・エルヴィン編）『ハンガリー史』（全2巻）恒文社
  - ジョン・ベスター訳（阿川弘之）The Reluctant Admiral: Yamamoto and the Imperial Navy（原著『山本五十六』）講談社インターナショナル
  - 長谷安生訳（トマス・ハーディ）『諸王の賦：ナポレオンとの戦いの叙事詩劇』成美堂
  - 海老根宏・出淵博・中村健二・山内久明訳（ノースロップ・フライ）『批評の解剖』法政大学出版局〈叢書・ウニベルシタス〉
- 第17回 1981年度
  - 訳・田中一郎他 監・川喜田愛郎『科学の名著』第1期10巻 朝日出版社
  - 訳・藤川正信他『オーデュボン・ソサエテイ・ブック』旺文社
  - 訳・堀たお子 セオドア・ハロルド・ホワイト『歴史の探求』サイマル出版会
  - 訳・D・L・スエイン 広島市・長崎市原爆災害誌編集委員会『広島・長崎の原爆災害』岩波書店
- 第18回 1982年度
  - 監訳・松岡享子・ユネスコ・アジア文化センター編『現代アジア児童文学選』全2巻 東京書籍
  - 訳・小尾信彌 ロバート・ジャストロウ『壮大なる宇宙の誕生』『もう一つの宇宙』『太陽が死ぬ日まで』集英社
  - 訳・秋山亮二 編・タイム・ライフ・ブックス社『ライフ写真年鑑』全10巻 タイム・ライフ・ブックス社
  - 訳・鈴木達也 編・中医研究院『金匿要略』中国漢方
- 第19回 1983年度
  - 訳・越智道雄 ザヴィア・ハーバート『かわいそうな私の国』全11巻 サイマル出版会
- 第20回 1984年度
  - 訳・佐藤亮一 フォックス・バターフィールド『中国人』時事通信社
  - 訳・友部直ほか M・ボニカッティ『世界の至宝』全12巻 ぎょうせい
  - 訳・山下主一郎他 アト・ド・フリース『イメージ・シンボル事典』大修館書店
  - 訳・百々佑利子 ドロシー・バトラー『クシュラの奇跡』のら社

### 第21回 - 第30回
- 第21回 1985年度
  - 訳・亀山健吉 ヴィルヘルム・フォン・フンボルト『言語と精神』法政大学出版局
  - 訳・桑名一博他『ラテン・アメリカの文学』全18巻 集英社
- 第22回 1986年度
  - 訳編・酒井恒 J・A・クルムス『ターヘル・アナトミアと解体新書』名古屋大学出版会
  - 訳・オーウェル会編・オードリィ・コパード他『思い出のオーウェル』晶文社
  - 訳・河野純徳『聖フランシスコ・ザビエル全書簡』平凡社
  - 訳・中野定雄ほか『プリニウスの博物誌』全3巻 雄山閣出版
- 第23回 1987年度
  - 訳・蔵持不三也他 エミール・バンヴェニスト『インド＝ヨーロッパ諸制度語彙集』言叢社
  - 訳・藤本幸夫他 安輝濬『韓国絵画史』吉川弘文館
  - 訳・堀口大學他『ジャン・コクトー全集』全8巻 東京創元社
  - 訳・下村満子 盛田昭夫『Made in Japan わが体験的国際戦略』朝日新聞社
- 第24回 1988年度
  - 『国訳一切経』全255巻 大東出版社
  - 訳・ヴォルフガング・シャモニ他 Denken in Japan ズールカンプ社
  - 訳・国本哲男他『ロシア原初年代記』名古屋大学出版会
- 第25回 1989年度
  - 『東ヨーロッパの文学』第1期 全34巻 恒文社
- 第26回 1990年度
  - 訳・中野好之、海保眞夫 『スウィフト政治、宗教論集』法政大学出版局
  - 訳・安斎和雄 ヴォルテール『歴史哲学「諸国民の風俗と精神について」序論』法政大学出版局
  - 訳・福鎌忠恕『ヴィーコ自叙伝』法政大学出版局
  - 訳・石川三義他 ローレンツ・フォン・シュタイン『平等原理と社会主義』法政大学出版局
  - 訳・田中梓 ジャン・オリュー『カトリーヌ・ド・メディシス』河出書房新社
  - 訳・平川祐弘 アレッサンドロ・マンゾーニ『いいなづけ 17世紀ミラーノの物語』河出書房新社
  - 訳・宮本延治 N・M・ニコリスキー『ロシア教会史』恒文社
  - 訳・原千代海『原典によるイプセン戯曲全集』全5巻 未来社
  - 訳・河島英昭 ウンベルト・エーコ『薔薇の名前』東京創元社
- 第27回 1991年度
  - 訳・松本たま マイケル・クーパー『通辞ロドリゲス』原書房
  - 監修・塚越敏『リルケ全集』河出書房新社
- 第28回 1992年度
  - 編訳・羽染竹一『古英詩大観 頭韻詩の手法による』正続 原書房
  - 訳・新倉俊一他『フランス中世文学集』全3巻 白水社
- 第29回 1993年度
  - 訳・山辺雅彦 スタンダール『ロッシーニ伝』みすず書房
  - 訳・財津理 ジル・ドゥルーズ『差異と反復』河出書房新社
  - 訳・井上英明 ジョーゼフ・ニーダム『理解の鋳型』法政大学出版局
  - 訳・荒木正純 キース・トマス『宗教と魔術の衰退』法政大学出版局
  - 訳・豊田彰 ミッシェル・セール『青春 ジュール・ヴェルヌ論』法政大学出版局
- 第30回 1994年度
  - 訳・平井啓之、湯浅博雄、中地義和『ランボー全詩集』青土社
  - 訳・岸陽子他 陳建功『新しい中国文学』全6巻 早稲田大学出版部
  - 訳・中野好夫 エドワード・ギボン『ローマ帝国衰亡史』全4巻 筑摩書房
  - 訳・関本栄一他『博物学ドキュメント』全10巻 博品社

### 第31回 - 第40回
- 第31回 1995年度
  - 訳・見目誠 ギョーム・ド・ロリス『薔薇物語』未知谷
  - 訳・宇野邦一他 ジル・ドゥルーズ、フェリックス・ガタリ『千のプラトー 資本主義と分裂症』河出書房新社
  - 訳・野村伸一他 ネリー・ナウマン『山の神』言叢社
  - 訳・浜名優美 フェルナン・ブローデル『地中海』全5巻 藤原書店
- 第32回 1996年度
  - 訳・菅野昭正 J・R・ヴァレリー『科学者たちのポール・ヴァレリー』紀伊國屋書店出版部
  - 訳・村田辰夫『シェイマス・ヒーニー全詩集1966-91』国文社
  - 訳・橋本槙矩 ベヴァリー・ムーン『元型と象徴の事典』青土社
  - 訳・河野健二 フランソワ・フュレ『フランス革命辞典』みすず書房
- 第33回 1997年度
  - 訳・金光仁三郎 ジャン・シュヴァリエ『世界シンボル大事典』大修館書店
  - 訳・種村季弘他 ウド・トゥウォルシュカ他『象徴のラビリンス』全9巻 青土社
  - 訳・権寧 フレデリック・ヴィトゥー『セリーヌ伝』水声社
- 第34回 1998年度
  - 訳・田中雅美、田中智子 ヨーラン・シルツ『白い机』鹿島出版会
  - 訳・保坂一夫、中込啓子『クリスタ・ヴォルフ選集』全7巻 恒文社
  - 訳・甲斐萬里江 チャールズ・パリサー『五輪の薔薇』早川書房
  - 編訳・山際素男『マハーバーラタ』全9巻 三一書房
- 第35回 1999年度
  - 監訳・下村寅太郎 原亨吉、谷川多佳子、山下正男、佐々木能章、西谷裕作、沢口昭聿他『ライプニッツ著作集』全10巻 工作舎
  - 訳・金子幸彦 ゲルツェン『過去と思索』全3巻 筑摩書房
  - 監訳・今泉吉晴『シートン動物誌』全12巻 紀伊國屋書店出版部
- 第36回 2000年度
  - 訳・湯田豊『ウパニシャッド』大東出版社
  - 訳・林純教『一万頌般若経』大東出版社
  - 訳・宮松浩憲 ジャン・マビヨン『ヨーロッパ中世古文書学』九州大学出版会
  - 訳・三川基好 ジョナサン・グリーン『辞書の世界史』朝日新聞社
- 第37回 2001年度
  - 『スタインベック全集』全20巻 大阪教育図書
  - 訳・石井洋二郎『ロートレアモン全集』筑摩書房
  - 主幹・金光仁三郎 イヴ・ボンヌフォワ『世界神話大事典』大修館書店
- 第38回 2002年度
  - 黒田亘、野本和幸、土屋俊、飯田隆、藤村龍雄編『フレーゲ著作集』全6巻 勁草書房
  - マーティン・コルカット「The Iwakura Embassy」（岩倉使節団米欧回覧実記）全5巻 日本文献出版
- 第39回 2003年度
  - 上智大学中世思想研究所編訳・監修『中世思想原典集成』（全20巻+別巻）平凡社
- 第40回 2004年度
  - 小林司訳『フロイト最後の日記 1929-1939』日本教文社
  - ウォルター・ラカー編、 井上茂子、芝健介、永岑三千輝、木畑和子、長田浩彰訳『ホロコースト大事典』柏書房
  - 訳・岡田知子他『現代アジアの女性作家シリーズ』全12巻 段々社

### 第41回 - 第50回
- 第41回 2005年度
  - ニクラス・ルーマン、村上淳一訳『社会の教育システム』東京大学出版会
  - ベルナール・アンリ・レヴィ、石崎晴己監訳 澤田直、三宅京子、黒川学訳『サルトルの世紀』藤原書店
  - ヘンリー・アダムズ、野島秀勝訳『モン・サン・ミシェルとシャルトル』法政大学出版局
- 第42回 2006年度
  - チェスワフ・ミウォシュ（関口時正・西成彦・沼野充義・森安達也他訳）『ポーランド文学史』未知谷
  - セルバンテス（荻内勝之訳）『ドン・キホーテ』（全4巻）新潮社
  - アブラハム・ヨシュア・ヘッシェル（森泉弘次訳）『マイモニデス伝』教文館
  - ジャン・メリエ（石川光一・三井吉俊訳）『ジャン・メリエ遺言書：すべての神々と宗教は虚妄なることの証明』法政大学出版局
- 第43回 2007年度
  - 中村健之介監修『宣教師ニコライの全日記』（全9巻）教文館
  - カレル・チャペック（田才益夫訳）『チャペック戯曲全集』八月舎
  - エレアザール・メレチンスキー（津久井定雄・直野洋子訳）『神話の詩学』水声社
- 第44回 2008年度
  - K・S・ニールセン 沼田英治、中嶋康裕監修訳『動物生理学 原書第5版 環境への適応』東京大学出版会
  - J・C・シュミット 渡邊昌美訳『中世歴史人類学試論 身体・葬儀・夢幻・時間 』刀水書房
  - 日本ヘルマン・ヘッセ友の会・研究会編『ヘルマン・ヘッセ全集』全16巻 臨川書店
- 第45回 2009年度
  - ヨハネス・ケプラー、岸本良彦訳『宇宙の調和』工作舎
  - R・A・ワインバーグ、武藤誠、青木正博訳『がんの生物学』南江堂
  - スタニスラフスキー 堀江新二、岩田貴、安達紀子、浦雅春訳『俳優の仕事』未来社
- 第46回 2010年度
  - 村上真完、及川真介著『パーリ仏教辞典』春秋社
  - ウルリヒ・フォン ツァツィクホーフェン 平尾浩三訳『湖の騎士ランツェレト』同学社
- 第47回 2011年度
  - ジョナサン・リテル（菅野昭正、星埜守之、篠田勝英、有田英也訳）『慈しみの女神たち』集英社
  - フランツ・ボアズ（大村敬一訳）『プリミティブアート』言叢社
  - アラン・コルバン／ジャン=ジャック・クルティーヌ／ジョルジュ・ヴィガレロ（フランス語版）監修（鷲見洋一、小倉孝誠、岑村傑監訳）『身体の歴史』（全3巻）藤原書店
- 第48回 2012年度
  - ブズルク・ブン・シャフリヤール（英語版）蒐集・編纂（家島彦一訳）『インドの驚異譚：10世紀〈海のアジア〉の説話集』（全2巻）平凡社〈東洋文庫〉
  - ナギーブ・マフフーズ（塙治夫訳）「カイロ三部作」全3巻（『張り出し窓の街』、『欲望の裏通り』、『夜明け』）国書刊行会
- 第49回 2013年度
  - ジョージ・ダイソン 吉田三知世訳『チューリングの大聖堂 コンピュータの創造』早川書房
  - イザベラ・バード 金坂清則訳『完訳 日本奥地紀行』（全4巻）平凡社〈東洋文庫〉
- 第50回 2014年度
  - ブルース・カミングス 渡辺将人訳『アメリカ西漸史 《明白なる運命》とその未来』東洋書林
  - J・W・カーペンター Clouds above the Hill （司馬遼太郎『坂の上の雲』）日本文献出版

### 第51回 - 第60回
- 第51回 2015年度
  - 金光仁三郎 他訳『フランス民話集』全4巻 中央大学出版部
  - マティアス・ゲルツァー、長谷川博隆訳『ローマ政治家伝 カエサル ポンペイウス キケロ』名古屋大学出版会
- 第52回 2016年度
  - 森川俊夫他訳『トーマス・マン日記』全10巻 紀伊國屋書店
  - 公益財団法人国際文化会館
    - Waku Miller: Holy Foolery in the Life of Japan （樋口和憲『笑いの日本文化』）
    - David Noble: Japan’s Asian Diplomacy （小倉和夫『日本のアジア外交: 二千年の系譜』）
    - Ruth S. McCreery: The Akita Ranga School and The Cultural Context in Edo Japan （今橋理子『秋田蘭画の近代』）
- 第53回 2017年度
  - イザベラ・バード、金坂清則訳『イザベラ・バードと日本の旅』RENAISSANCE BOOKS
  - 千石喬、高田博行編訳『グリム兄弟言語論集』ひつじ書房
  - エリー・アレヴィ、永井義雄訳『哲学的急進主義の成立』（全3巻）法政大学出版局〈叢書・ウニベルシタス〉
- 第54回 2018年度
  - 池上俊一監訳『原典　ルネサンス自然学』（上下）名古屋大学出版会
  - ユルゲン・ゼルケ著、浅野洋訳『ヨーロッパはプラハで死んだ：ヒトラー、スターリン支配下の文学風景』新水社
- 第55回 2019年度
  - ミシェル・ヴォヴェル著、立川孝一、瓜生洋一訳『死とは何か』（上下）藤原書店
  - ウィリアム・ギャディス著、木原善彦訳『JR』国書刊行会
- 第56回 2020年度
  - 金光仁三郎他訳『ラルース　ギリシア・ローマ神話大事典』大修館書店　
  - チャールズ・テイラー著、千葉眞監訳『世俗の時代』上下　名古屋大学出版会
- 第57回 2021年度
  - カズオ・イシグロ著、土屋政雄訳『クララとお日さま』早川書房
- 第58回 2022年度
  - ジャン＝ポール・サルトル著、鈴木道彦、海老坂武他訳『家（うち）の馬鹿息子：ギュスターヴ・フローベール論』（全5巻）人文書院
- 第59回 2023年度
  - ミシェル・ジャルティ著、恒川邦夫監訳『評伝ポール・ヴァレリー』（全3巻）水声社　
  - M.M.ドブロトヴォールスキィ著、寺田吉孝、安田節彦訳『M.M.ドブロトヴォールスキィのアイヌ語・ロシア語辞典』共同文化社
- 第60回 2024年度
  - アイザック・バシェヴィス・シンガー著、大崎ふみ子訳『モスカット一族』未知谷　
  - スタンリー・カヴェル著、荒畑靖宏訳『理性の呼び声』講談社